# Empis malaisei
Empis malaisei är en tvåvingeart som beskrevs av Frey 1953. Empis malaisei ingår i släktet Empis och familjen dansflugor.
Artens utbredningsområde är Myanmar. Inga underarter finns listade i Catalogue of Life.